# Nœud ferroviaire lyonnais

Schéma du nœud ferroviaire lyonnais.

Le nœud ferroviaire lyonnais est un réseau ferroviaire constitué autour des gares de la métropole de Lyon.

## Situation ferroviaire
Le nœud ferroviaire lyonnais est constitué des lignes suivantes :
- lignes principales :
  - ligne de Moret - Veneux-les-Sablons à Lyon-Perrache (no 750 000) ;
  - ligne de Combs-la-Ville à Saint-Louis (LGV) (no 752 000) ;
  - ligne de Paris-Lyon à Marseille-Saint-Charles (no 830 000) ;
  - ligne de Lyon-Perrache à Genève (frontière) (no 890 000) ;
  - ligne de Lyon-Perrache à Marseille-Saint-Charles (via Grenoble) (no 905 000) ;
- raccordements entre lignes principales :
  - ligne de Collonges - Fontaines à Lyon-Guillotière (no 893 000), au nord ;
  - ligne de Givors-Canal à Chasse-sur-Rhône (no 906 000), au sud ;
- lignes secondaires (voies uniques, non électrifiées ou ouvertes uniquement au transport de fret) 
  - ligne de Paray-le-Monial à Givors-Canal (no 775 000), service voyageurs uniquement entre Lozanne et Brignais ;
  - ligne de Lyon-Saint-Paul à Montbrison (no 782 000), déclassée après Sainte-Foy-l'Argentière ;
  - ligne du Coteau à Saint-Germain-au-Mont-d'Or (no 783 000), voie double mais non électrifiée ;
  - ligne de Givors-Canal à Grezan (no 800 000), trafic fret uniquement ;
  - ligne de Lyon-Saint-Clair à Bourg-en-Bresse (no 886 000).

Deux lignes s'ajoutaient autrefois au réseau :
- ligne de Lyon-Part-Dieu à Montalieu-Vercieu, qui faisait partie du chemin de fer de l'Est de Lyon, déclassée ; emprise utilisée par la ligne 3 du tramway de Lyon et par Rhônexpress ;
- ligne de Lyon-Croix-Rousse à Trévoux (no 887 000), déclassée ; emprise utilisée par la ligne C du métro de Lyon entre Cuire et la Croix-Rousse et par un projet de bus à haut niveau de service entre Trévoux et Sathonay.

## Historique

### Constitution du nœud ferroviaire
- 1829 : mise en service de l'embarcadère de Saint-Étienne, terminus de la ligne de Saint-Étienne à Lyon
- 1845 : mise en service de la gare du Bourbonnais, nouveau terminus de la ligne de Saint-Étienne à Lyon
- 1854 : mise en service de la gare de Vaise, terminus de la ligne de Lyon à Paris (section de l'actuelle ligne de Paris-Lyon à Marseille-Saint-Charles)
- 1855 : mise en service de la gare de la Guillotière, terminus de la ligne de Lyon à Marseille (section de l'actuelle ligne de Paris-Lyon à Marseille-Saint-Charles)
- 1856 : 
  - mise en service du raccordement entre Vaise et la Guillotière via le nouveau tunnel de Saint-Irénée et la nouvelle gare Perrache
  - prolongement de la ligne de Saint-Étienne à Lyon jusqu'à la gare Perrache / abandon de la gare du Bourbonnais)
  - mise en service de la gare Saint-Clair, terminus de la ligne vers Ambérieu-en-Bugey (section de l'actuelle ligne de Lyon-Perrache à Genève (frontière))
- 1857 : mise en service de la ligne de Givors-Canal à Chasse-sur-Rhône[1].
- 1858 : mise en service de la ligne de Lyon à Bourgoin (section de la ligne de Lyon-Perrache à Marseille-Saint-Charles (via Grenoble))
- 1859 : mise en service du raccordement de la ligne de Genève de Saint-Clair à la Guillotière sur l'actuelle ligne de Collonges - Fontaines à Lyon-Guillotière ; ouverture de la gare des Brotteaux et de la gare de marchandises de la Part-Dieu
- 1863 : mise en service de la gare de Lyon-Croix-Rousse, terminus de la ligne de Lyon à Sathonay (section de la ligne de Lyon-Croix-Rousse à Trévoux)
- 1866 : mise en service de la ligne de Bourg-en-Bresse qui se raccorde à la ligne de Lyon à Sathonay à la gare de Sathonay - Rillieux (actuelle ligne de Lyon-Saint-Clair à Bourg-en-Bresse)
- 1866-1868 : mise en service de la ligne du Coteau à Saint-Germain-au-Mont-d'Or
- 1874 : mise en service de la ligne entre Givors-Canal et la Voulte (section de la ligne de Givors-Canal à Grezan)
- 1876 : mise en service de la ligne de la gare Saint-Paul à l'Arbresle (section de la ligne de Lyon-Saint-Paul à Montbrison) avec raccordement à la ligne de Paris à Marseille à la gare de Gorge de Loup
- 1881 : mise en service de la gare de l'Est, terminus de la ligne de Lyon à Saint-Génix-d'Aoste (section du chemin de fer de l'Est de Lyon)
- 1882 : mise en service du prolongement de la ligne de la Croix-Rousse à Sathonay jusqu'à Trévoux
- 1890 : mise en service du raccordement entre la gare Saint-Clair et la gare de Collonges - Fontaines (section de l'actuelle ligne de Collonges - Fontaines à Lyon-Guillotière)
- 1895 : mise en service de la section de Lozanne à Lamure-sur-Azergues sur l'actuelle ligne de Paray-le-Monial à Givors-Canal
- 1900 : mise en service du raccordement entre raccordement entre la gare de Sathonay - Rillieux et la gare de Lyon-Saint-Clair (section de l'actuelle ligne de Lyon-Saint-Clair à Bourg-en-Bresse)
- 1906 : mise en service de la section de Lozanne à Tassin sur l'actuelle ligne de Paray-le-Monial à Givors-Canal
- 1910 : mise en service de la section de Tassin à Givors-Canal sur la ligne de Paray-le-Monial à Givors-Canal
- 1914 : déplacement de la gare de la Croix-Rousse

### Atrophie du réseau et modernisation du nœud ferroviaire
- 1934 : fin du service voyageurs entre la gare de Brignais et la gare de Givors-Canal sur la ligne de Paray-le-Monial à Givors-Canal
- 1937 : fin du service voyageurs entre la gare de Tassin et la gare de Brignais sur la ligne de Paray-le-Monial à Givors-Canal
- 1938 : fin du service voyageurs entre Sathonay et Trévoux sur la ligne de Lyon-Croix-Rousse à Trévoux
- 1947 : fin du service voyageurs sur le chemin de fer de l'Est lyonnais
- 1952 : électrification de la ligne de Paris à Marseille entre Chalon et Perrache, ainsi que sur la section de Collonges à Perrache, via les Brotteaux et la Guillotière ;
- 1953 : 
  - fin du service voyageurs sur la ligne de Trévoux (fermeture de la gare de la Croix-Rousse)
  - électrification de la ligne de Genève entre Saint-Clair et Culoz
- 1954 : 
  - électrification de la ligne de Paris à Marseille entre la Guillotière et Chasse-sur-Rhône
  - électrification de la ligne de Lyon-Saint-Paul à Montbrison
- 1957 : électrification de la ligne de Saint-Étienne entre Perrache et Givors
- 1958 : électrification de la ligne de Marseille au sud de Chasse-sur-Rhône
- 1973 : fin du service voyageurs sur la ligne entre Givors et Grezan
- 1975 : fermeture de la ligne de Trévoux au trafic marchandises (à l'exception de la section de Sathonay à Neuville-les-Creuses)
- 1978 : électrification de la ligne de Givors à Grezan entre Givors et La Voulte

### Renouveau du nœud ferroviaire
- 1981 : 
  - ouverture de la ligne de Combs-la-Ville à Saint-Louis (LGV) jusqu'à Sathonay (LGV Sud-Est)
  - fermeture de la gare Saint-Clair
  - réaménagement de la gare Perrache, connectée à la ligne A du métro de Lyon par le centre d'échanges de Perrache
- 1983 : 
  - fermeture de la gare des Brotteaux / ouverture de la gare de la Part-Dieu
  - électrification de la ligne de Grenoble jusqu'à Saint-Priest
- 1985 : électrification de la ligne jusqu'à Grenoble
- 1991 : 
  - réouverture de la ligne de Paray-le-Monial à Givors-Canal entre Tassin et Brignais
  - reconstruction de la gare de Gorge de Loup, terminus septentrional de la ligne D du métro de Lyon jusqu'en 1997
- 1992 : 
  - prolongement de la ligne de Combs-la-Ville à Saint-Louis (LGV) par l'est entre Montanay et Saint-Quentin-Fallavier (LGV Rhône-Alpes)
  - reconstruction de la gare de Vénissieux, nouveau terminus méridional de la ligne D du métro
- 1994 : prolongement de la LGV Rhône-Alpes au sud de Saint-Quentin-Fallavier ; ouverture de la gare de Satolas (renommée gare de Lyon-Saint-Exupéry en 2000, en même temps que l'aéroport homonyme)
- 1997 : réaménagement de la gare de Vaise, nouveau terminus septentrional de la ligne D du métro
- 2000 : ouverture d'un nouveau quai à la gare de Perrache (nouveau terminus de la ligne de Saint-Étienne, sans rebroussement)
- 2003 : fermeture définitive du chemin de fer de l'Est lyonnais (reprise de l'emprise jusqu'à Meyzieu par la ligne 3 du tramway de Lyon et Rhônexpress en 2006 et 2010)
- 2009 : mise en service de la gare de Lyon-Jean-Macé
- 2009-2012 : modernisation de la section Tassin-Brignais (électrification et réalisation du raccordement vers Lyon) dans le cadre du projet de tram-train de l'Ouest lyonnais
- 2011 : fermeture définitive de la ligne de Trévoux au trafic marchandises (emprise rachetée par la région Auvergne-Rhône-Alpes en 2022 dans le cadre d'un projet de bus à haut niveau de service)
- 2023 : Mise en service de la voie L de la gare de Lyon-Part-Dieu

Plan des principales lignes du réseau TER formant l'étoile ferroviaire lyonnaise et le projet de « RER lyonnais » en décembre 2022.

## Projets

### Service Express Métropolitain
En 2020, l'urgence climatique et la saturation des réseaux routiers des grandes métropoles françaises incite les gouvernements français à développer les services express métropolitains (SEM), connus également sous la désignation de RER métropolitain, dans 10 grandes métropoles de France.
Ce projet a pour but de développer un réseau de TER cadencés, capacitaires, et performant. Cependant, la saturation actuelle du nœud apporte plusieurs problèmes (voir paragraphe suivant).

### Désaturation
Le nœud ferroviaire lyonnais est le point de convergence d'importantes lignes d'intérêt local (TER, SEM), national et international (TGV; fret) du réseau ferré. Le nombre de voies du nœud étant moindre par rapport à celles qui s'y connectent, il se forme d'importants effets d'entonnoirs amplifié par la disparité du trafic, générant des conflits de circulation.
Depuis les années 2010, le nœud est saturé, engendrant d'importants retards de circulation. De nombreux projets se sont alors développés afin d'y remédier.
Du 11 avril au 11 juillet 2019, une concertation publique a été organisée par la Commission nationale du débat public sur l'avenir du nœud ferroviaire lyonnais.

#### Voies nouvelles Saint-Clair - Guillotière
Ce projet a pour but de créer entre deux à quatre voies entre Saint-Clair, où six voies convergent vers quatre, et la Guillotière, où le nombre de voies augmente.
Le projet proposait à l'origine 6 scénarios, en souterrain ou en surface, pour en garder finalement 2.
Ces projets permettraient ainsi de désengorger la section, qui contient notamment la gare de Lyon Part-Dieu, saturée également. En effet, la gare verrait 2 à 4 voies s'ajouter aux existantes, réduisant les retards des trains, et permettant plus de flexibilité.
Cependant, ce projet n'est visiblement plus à l'ordre du jour au vu des autres solutions de désengorgements, notamment par le fait qu'il ne soit pas mentionné dans le rapport du Conseil d'Orientation des Infrastructures.

#### Mise à quatre voies Saint-Fons - Grenay
Aujourd'hui, la ligne Lyon-Grenoble arrive à saturation entre Lyon et la LGV Rhône-Alpes.
Ainsi, l'objectif de ce projet est de passer cette section (qui a actuellement de 2 à 4 voies), entièrement à 4 voies. Deux voies dites « lentes », affectées au trafic local (SEM et TER), et deux voies dits « rapides », avec une vitesse plus élevée et sans gares, elles seraient destinées aux trains nationaux ou internationaux (TàGV et fret).
Le Conseil d'Orientation des Infrastructures déclare que « la mise à 4 voies de Saint-Fons Grenay est urgente, pour répondre à l’échéance de l’ouverture du tunnel Lyon-Turin mais aussi aux ambitions du RER métropolitain ; il recommande donc que toutes les pistes soient recherchées pour en accélérer le calendrier ».
La concertation publique du projet s'est tenue d'avril à juin 2023.

#### Contournement Ferroviaire de l'Agglomération Lyonnaise
Le Contournement Ferroviaire de l'Agglomération Lyonnaise (CFAL), consiste, dans son ensemble, à un ligne nouvelle à double voie entre Ambérieux et Givors en contournant Lyon par l'est et le sud. Il permettrait à terme aux trains de fret qui transitent par Lyon depuis et vers le nord, l'est, et le sud de ne plus traverser la métropole, et ainsi de décharger le nœud au profit des trains de voyageurs. Il a aussi pour objectif d'améliorer la connexion du Lyon-Turin.
Le projet est découpé en trois phases chronologiques : 
- Phase 1 : Montluel-Grenay
- Phase 2 : Ambérieux-Montluel
- Phase 3 : Grenay-Givors

Les phases 1 et 2 constituants la partie nord, et la phase 3 la partie sud.

#### Autres actions
SNCF Réseau s'engage aussi dans les années 2010 à effectuer de nombreux travaux jusqu'en 2025. Ces travaux consistent à :
- Construire plusieurs sous-stations électriques (à Saint-Clair, Miribel, Meximieux-Pérouges, Saint-Priest, Saint-Étienne-Bellevue) et le renforcement de celles de Chasse-sur-Rhône et Lyon-Part-Dieu;
- Rendre réversibles les voies J et K à Lyon-Perrache (voies vers Givors) ;
- Créer une salle d'exploitation unique pour la gare de Lyon Perrache ;
- Modification de la signalisation à Lyon Perrache pour fluidifier le passage des trains ;
- Création d'un nouvel accès au port Édouard-Herriot ; cet accès serait électrifié et automatisé ;
- L'ouverture de la voie B à Vénissieux ; cette voie sert en cas de perturbation à Lyon-Part-Dieu pour que les trains puissent se vider plus facilement de leurs voyageurs à Vénissieux et puissent gagner ensuite Lyon par la ligne D du métro ;
- L'amélioration du site de transport combiné de Sibelin ;
- Modernisation d'installations techniques aux Brotteaux ;
- Création de la voie L à Lyon-Part-Dieu ;
- Création d'accès du côté de l'Avenue Pompidou ;
- Modernisation de la signalisation entre Lyon-Part-Dieu et Lyon-Guillotière ;
- Allongement de quais à 250 m à Rive-de-Gier, Givors-Ville, Crépieux-la-Pape, Saint-Maurice-de-Beynost, Beynost, Montluel, La Valbonne ;
- Création d'un quai à Montluel ;
- Suppression de 4 passages à niveau entre Saint-Priest et Grenay ;
- Modernisation de l'installation électrique et des commandes de bifurcation au niveau du croisement entre la LGV Rhône-Alpes et la ligne vers Grenoble à Grenay ;
- Modification de la signalisation de Saint-Quentin-Fallavier à Bourgoin-Jallieu sur la ligne de Grenoble
- Restructuration du pôle de Saint-André-le-Gaz avec augmentation des voies de garage, modification de la signalisation, création d'une passerelle et de nouveaux itinéraires en gare à la clé[6].

### Liaison Ferroviaire Transalpine Lyon - Turin
La liaison ferroviaire Lyon-Turin est un projet de ligne nouvelle transfrontalière traversant les alpes de manières à permettre aux convois de fret ferroviaire de franchir les alpes facilement, mais aussi de permettre une liaison à grand vitesse entre les deux pays. Le but est donc d'augmenter le trafic ferroviaire dans tous ses domaines et de décharger les vallées alpines des poids lourds particulièrement.
Aujourd'hui seul le tunnel principal, le tunnel de base du Mont-d'Ambin, est en creusement pour ouvrir en 2032. Si les accès italiens au tunnel sont planifiés et financés pour 2032 également, les accès français sont plus controversés, et entreraient en service à partir de 2042.

### Autres projets
- prolongement du tram-train de l'Ouest lyonnais de Brignais vers Givors

## Galerie

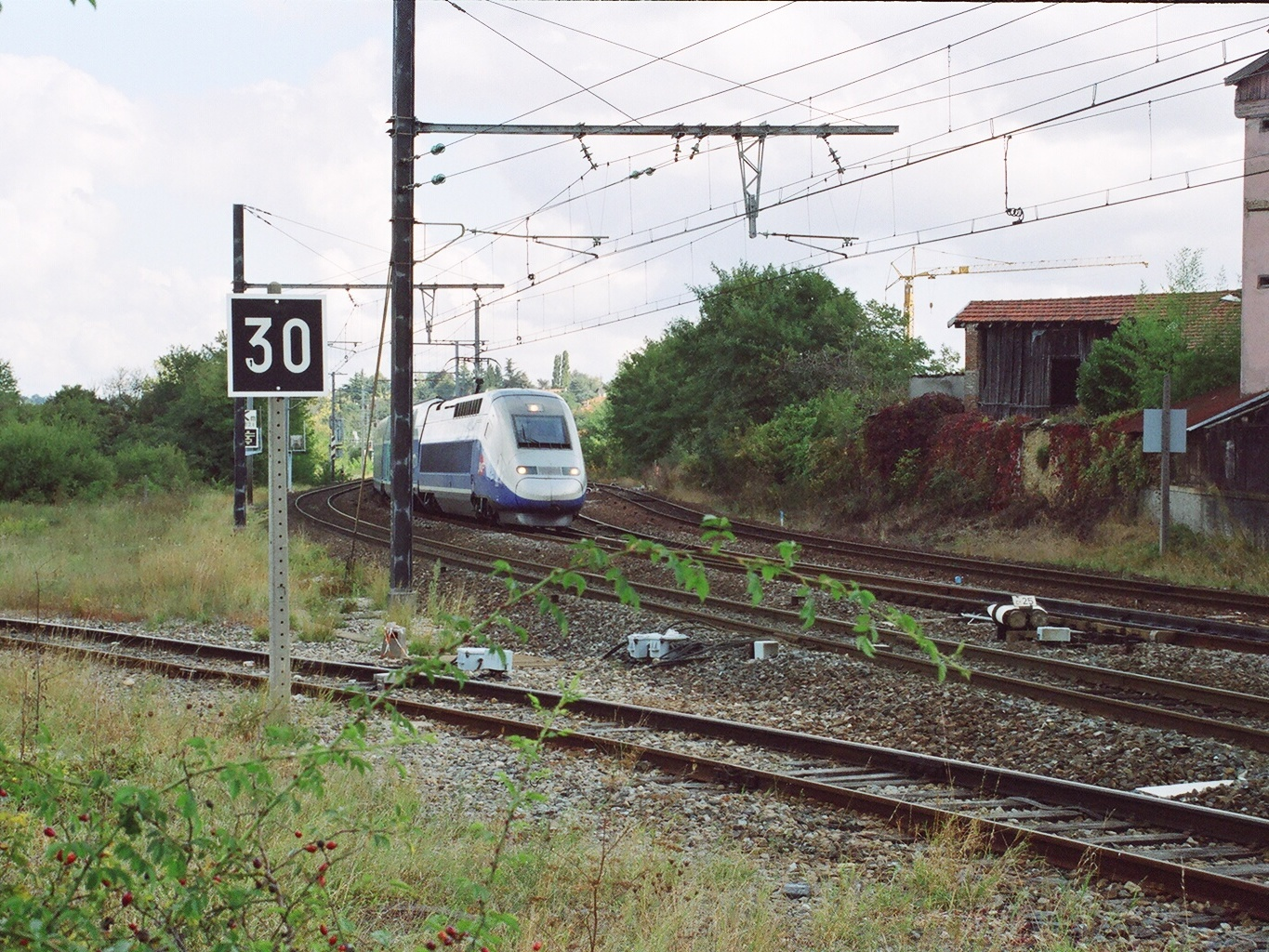
TGV arrivant en gare de Sathonay - Rillieux
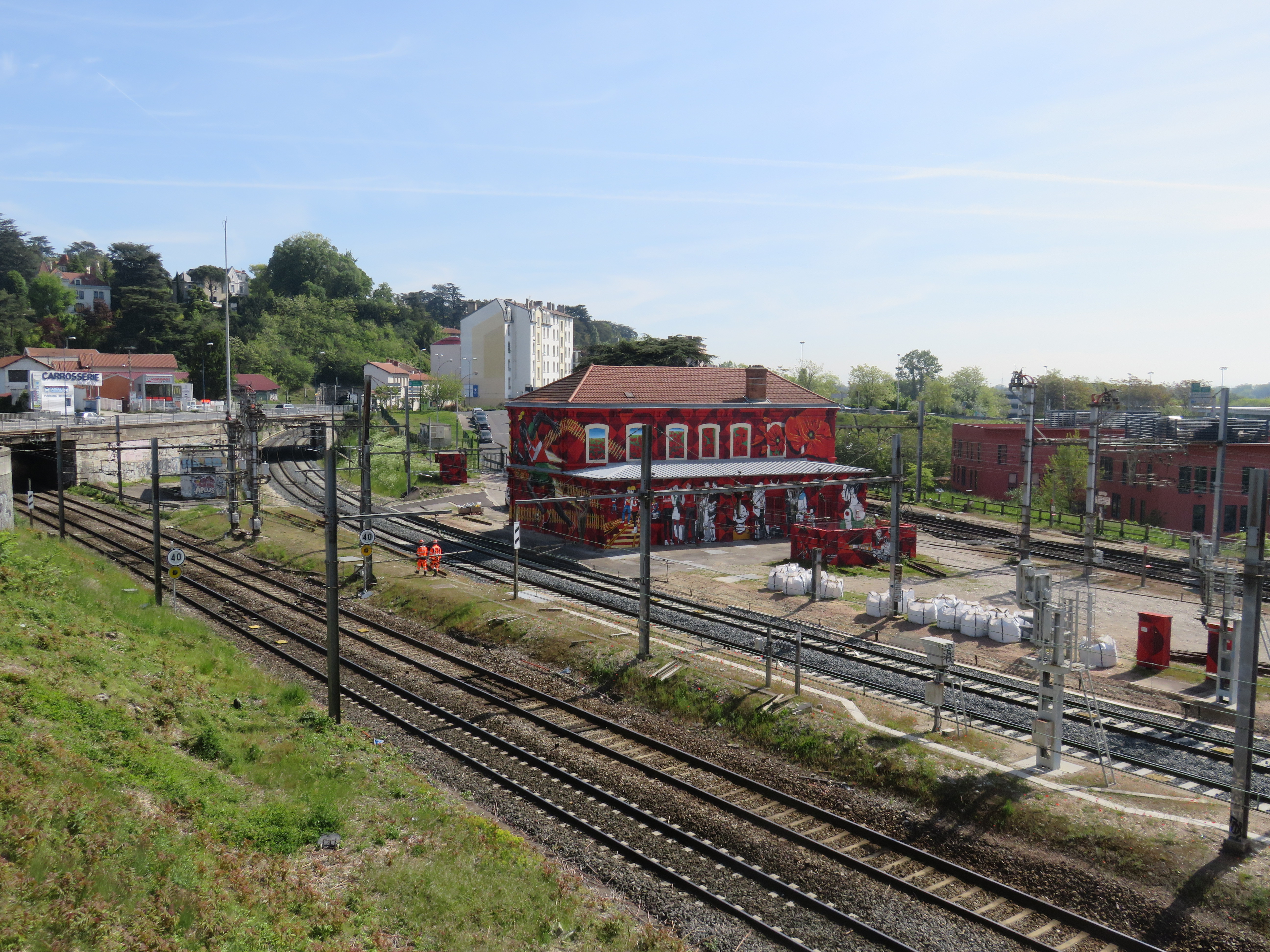
Ancienne gare Saint-Clair à la convergence des voies vers Collonges, Sathonay et Ambérieu.
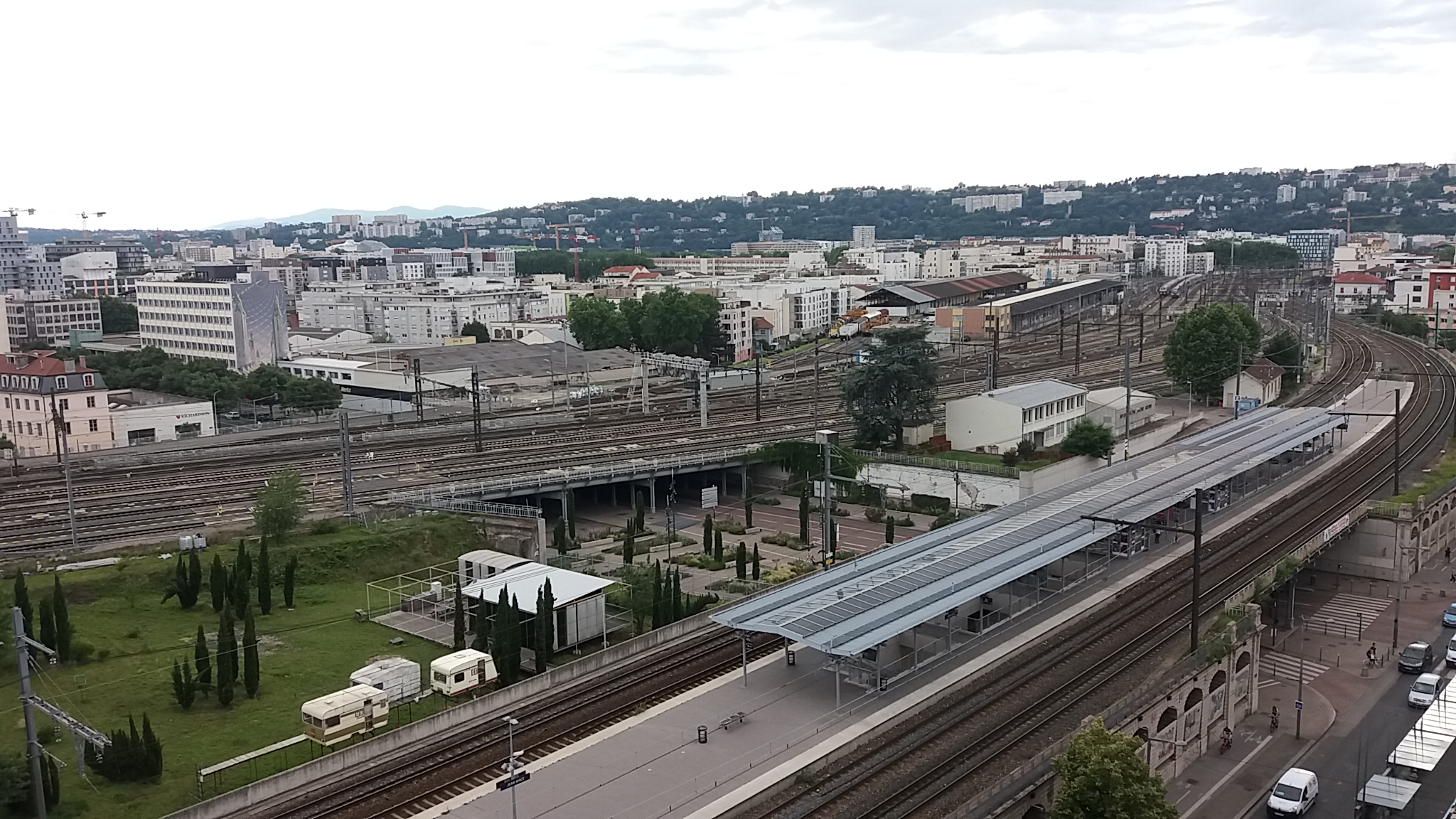
La gare Jean-Macé, ouverte en 2009
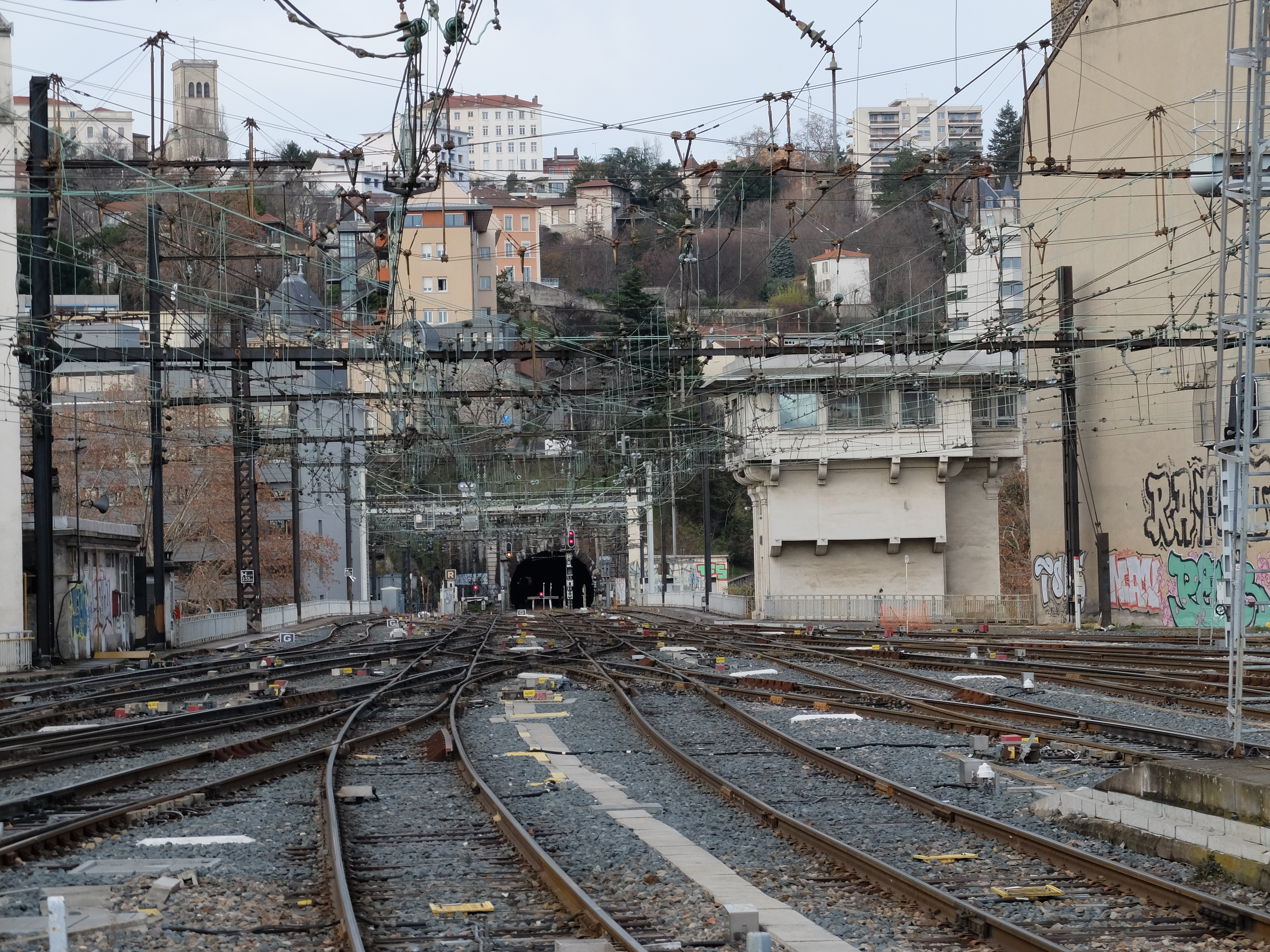
Le tunnel de Saint-Irénée, depuis la gare de Lyon-Perrache